# شهرستان کریستین (کنتاکی)
شهرستان کریستین، کنتاکی (به انگلیسی: Christian County, Kentucky) یک سکونتگاه مسکونی در ایالات متحده آمریکا است که در کنتاکی واقع شده‌است.